# Euxoa juliae
Euxoa juliae är en fjärilsart som beskrevs av David F. Hardwick 1968. Euxoa juliae ingår i släktet Euxoa och familjen nattflyn. Inga underarter finns listade i Catalogue of Life.